# Sauve qui peut (la vie)
Sauve qui peut (la vie) é um filme de drama suíço de 1980 dirigido e escrito por Jean-Luc Godard. Foi selecionado como representante da Suíça à edição do Oscar 1981, organizada pela Academia de Artes e Ciências Cinematográficas.

## Elenco
- Jacques Dutronc - Paul Godard
- Isabelle Huppert - Isabelle Rivière
- Nathalie Baye - Denise Rimbaud
- Cécile Tanner - Cecile